# Тернбулл, Рэй
Рэ́ймонд Чарльз Уи́льям «Музи, Рэй» Те́рнбулл (англ. Raymond Charles William "Moosie, Ray" Turnbull; 19 июля 1939, Хантсвилл, Онтарио — 5 октября 2017, Виннипег) — канадский кёрлингист, тренер по кёрлингу, спортивный комментатор.
В составе мужской сборной Канады участник и серебряный призёр чемпионата мира 1965. Чемпион Канады среди мужчин.
Играл в основном на позиции первого.
В 1958 в составе команды, все участники которой были моложе 20 лет, стал чемпионом провинции Манитоба, победив все опытные взрослые команды (после этого было введено возрастное ограничение снизу для участия во взрослом чемпионате — с 20 лет) и получив право представлять провинцию Манитоба на мужском чемпионате Канады 1958, где их команда завоевала серебряные медали. Вторично выступали на мужском чемпионате Канады в 1965, на этот раз выиграв его и получив право выступать на чемпионате мира, где стали серебряными призёрами, проиграв только сборной США.
В течение 25 лет, с 1985 по 2010, был ведущим телекомментатором по кёрлингу на канадском спортивным телеканале The Sports Network (TSN), вместе с коллегой вначале кёрлингисткой, а затем телекомментатором Линдой Мур и тележурналистом Vic Rauter сделал кёрлинг «видом спорта, телерепортаж о котором надо обязательно смотреть» в Канаде и по миру. Закончил свою карьеру телекомментатора репортажами о турнире по кёрлингу на зимних Олимпийских играх 2010.
В 1993 ввёден в Зал славы канадского кёрлинга.
В 2015 введён в Международный зал славы кёрлинга Всемирной федерации кёрлинга.

## Достижения
- Чемпионат мира по кёрлингу среди мужчин: серебро (1965).
- Чемпионат Канады по кёрлингу среди мужчин: золото (1965), серебро (1958).
- Чемпионат Канады по кёрлингу среди ветеранов: бронза (1994, 1995).

- Команда «всех звёзд» (англ. All Star Team) мужского чемпионата Канады: 1965[12].

## Команды
| Сезон   | Четвёртый        | Третий         | Второй                                    | Первый             | Турниры           |
| ------- | ---------------- | -------------- | ----------------------------------------- | ------------------ | ----------------- |
| 1957—58 | Терри Браунштейн | Ron Braunstein | Рэй Тернбулл                              | John Van Hellemond | ЧК 1958           |
| 1964—65 | Терри Браунштейн | Дон Дугид      | Ron Braunstein (ЧК), Гордон Мактавиш (ЧМ) | Рэй Тернбулл       | ЧК 1965 · ЧМ 1965 |
| 1993—94 | Барри Фрай       | Дон Дугид      | Терри Браунштейн                          | Рэй Тернбулл       | ЧКВ 1994          |
| 1994—95 | Барри Фрай       | Дон Дугид      | Терри Браунштейн                          | Рэй Тернбулл       | ЧКВ 1995          |

(скипы выделены полужирным шрифтом)